# Кубок Латвии по футболу среди женщин 2014
Ку́бок Ла́твии по футбо́лу среди́ же́нщин 2014 года — 1-й розыгрыш Кубка Латвии по футболу среди женщин.

## Предварительный матч
| Дата       | Хозяева                | Счёт | Гости                     |
| ---------- | ---------------------- | ---- | ------------------------- |
| 07.09.2014 | Олайне/Цериба (Олайне) | 0:3  | ГПО/Оптимистc-Р (Резекне) |

## 1/2 финала
| Дата       | Хозяева                         | Счёт | Гости                     |
| ---------- | ------------------------------- | ---- | ------------------------- |
| 20.09.2014 | Рижская футбольная школа (Рига) | 6:0  | ГПО/Оптимистc-Р (Резекне) |
| 21.09.2014 | Рига Юнайтед Ледис (Рига)       | 1:3  | Лиепая/ЛШСИ               |

## Финал
| Дата       | Хозяева                         | Счёт | Гости       |
| ---------- | ------------------------------- | ---- | ----------- |
| 28.09.2014 | Рижская футбольная школа (Рига) | 5:1  | Лиепая/ЛШСИ |

| 28 сентября 2014                                   | \| Рижская футбольная школа (Рига) \| 5:1 (1:0) протокол \| Лиепая/ЛШСИ \| \| Гиржда 5′, 49′ · Спрунтуле 54′, 87′ · Федотова 58′ \| Голы \| Шилова 85′ \| | Стадион школы № 49, Рига Зрителей: 50 Судья: Виола Раудзиня (Рига) |
| Рижская футбольная школа (Рига)                    | 5:1 (1:0) протокол | Лиепая/ЛШСИ                                                        |
| Гиржда 5′, 49′ · Спрунтуле 54′, 87′ · Федотова 58′ | Голы | Шилова 85′                                                         |

| Обладатель Кубка Латвии 2014       |
| ---------------------------------- |
| Рижская футбольная школа 1-й титул |